# ارکی لیتونن
ارکی لیتونن (فنلاندی: Erkki Lehtonen؛ زادهٔ ۹ ژانویهٔ ۱۹۵۷) بازیکن هاکی روی یخ اهل فنلاند است.